# Sport Vereniging Argon
Lo Sport Vereniging Argon, comunemente noto come  SV Argon, è una squadra calcistica olandese con sede a Mijdrecht.

## Storia
L'Argon fu fondato nel 1971. Fino al 2009/2010 ha disputato la Hoofdklasse, il massimo livello dei campionati dilettantistici olandesi, con l'istituzione della Topklasse come massimo campionato dilettantistico nella stagione 2010/2011, l'Argon è passato in Topklasse.

## Stadio
L'Argon disputa le sue partite casalinghe nello stadio Sportpark Argon, che può contenere 3500 persone.

## Colori
I colori dell'Argon sono il bianco e il blu